# Карловац Феричаначки
Карловац Феричаначки је насељено мјесто у Славонији. Припада граду Ораховици, у Вировитичко-подравској жупанији, Република Хрватска.

## Географија
Карловац Феричаначки се налази око 9 км сјевероисточно од Ораховице.

## Становништво
Према попису становништва из 2011. године, Карловац Феричаначки је имао 12 становника.
| Националност       | 1991. | 1981. | 1971. | 1961. |
| Срби               | 13    | 21    | 36    | 56    |
| Хрвати             | 12    | 10    | 20    | 10    |
| Југословени        | 2     | 12    | 9     |       |
| остали и непознато |       |       |       |       |
| Укупно             | 27    | 43    | 65    | 66    |

| Демографија | Демографија | Демографија |
| Година      | Становника  | Становника  |
| ----------- | ----------- | ----------- |
| 1961.       | 66          |             |
| 1971.       | 65          |             |
| 1981.       | 43          |             |
| 1991.       | 27          |             |
| 2001.       | 26          |             |
| 2011.       |             | 12          |